# کیژانی
کیژانی (به لاتین: Kizhani) یک منطقهٔ مسکونی در روسیه است که در داغستان واقع شده‌است.